# Jungledyret Hugo (computerspil)
 For alternative betydninger, se Jungledyret Hugo (flertydig). (Se også artikler, som begynder med Jungledyret Hugo)
Jungledyret Hugo er et dansk 2D-platformspil fra 1995 lavet og designet af det danske animationsfirma Sweatbox Animation i samarbejde med Per Holst Film, A. Film og Flemming Quist Møller. Spillet er baseret på filmen Jungledyret, der handler om Jungledyret Hugo. Figurerne og nogle af sektionerne fra banerne i spillet, deler udseende med dem fra filmen.

## Historie
Historien i spillet tager udgangspunkt i bøgerne og den første film om Jungledyret Hugo. I starten af spillet, vågner Hugo op i junglen og bevæger sig igennem junglen i søgen efter sine to abevenner Zik og Zak og frugt han kan spise. På et tidspunkt falder Hugo igennem bladende på et træ, og bliver taget til fange af filmstjernen Izabella og hendes mand Conrad der er multimilliardær, og ført ombord på deres yacht hvor han placeres i et bur.
Det lykkedes Hugo at undslippe buret ombord på Izabella og Conrads yacht, og søge ned mod havnen i udkanten af junglen, hvor han hopper ombord på et bananskib der sejler mod København. I København møder Hugo ræven Rita, som ønsker at hjælpe ham med at finde tilbage til junglen. På deres færd, støder de blandt andet på vildkatte der har set sig sure på Hugo, en flugt på skateboard fuld af forhindringer og en tur igennem byens kloaksystemer hvor de ender ude på havnen, hvor Hugo har sin sidste kamp mod Izabella.
Til sidst, lykkedes det Hugo at finde et skib på havnen der sejler mod junglen hvor han kommer fra. Spillet slutter med en sekvens, hvor Hugo sidder på skibet med ryggen mod spilleren, vinkende til Rita med byen i baggrunden, som sidder i toppen af en kran og følger skibets sejlads ud af havnen.

## Gameplay
I Jungledyret Hugo styrer spilleren Hugo, som skal forsøge at komme hjem igen til junglen ved at klare sig igennem de forskellige udfordringer man finder i de forskellige baner. Spilleren optjener point og kan få mere helbred, ved at indsamle forskellige frugter - og i ét enkelt tilfælde, lakridskonfekt, de finder omkring i de forskellige baner.
Spilleren starter med fire liv, og hvis spilleren løber tør, sendes spilleren tilbage til hovedmenuen og må starte spillet forfra. Ved at spise nok frugter, kan spilleren optjene nye liv. Spilleren har ikke mulighed for at slå fra sig, og derfor besejres de fleste fjender ved enten at hoppe på dem, eller ved at løbe eller hoppe forbi dem og undgå deres angreb.

## Udviklingen af spillet
En stor del af inspirationen til spillets grafik og gameplay kom fra Disneys The Lion King, et 2D-platformspil udgivet i 1994 baseret på tegnefilmen Løvernes Konge fra samme år. Spillet The Lion King havde et budget på 20 millioner amerikanske dollars, og Jungledyret Hugo havde et budget på 1,2 millioner danske kroner.
Spillet er skrevet i programmeringssproget C, mens nogle af de tungere rutiner er blevet skrevet i assemblersprog for bedre optimering til datidens computere. Da spillet var designet til computere, der primært anvendte VGA-grafikkort og ikke havde meget RAM, valgte holdet at anvende opløsningen 320x240 pixels (kaldt Mode X) for at gå adgang til VGA's skærmrulsfunktioner, i stedet for den mere gængse 320x200-opløsning kaldt Mode 13h.

### Grafik
Banerne i Jungledyret Hugo blev først håndtegnet på papir og derefter scannet ind digitalt. Efter tegninger var scannet ind, blev de skaleret ned i størrelse for at matche opløsningen i spillet, og delt op i bitmaps på 8x8 pixels. På den måde, kunne man spare på computerens antal af beregninger, ved kun at tjekke for ændringer i de forskellige bitmaps når der skete skærmopdateringer i spillet, i stedet for at tjekke på alle skærmpixels individuelt.
I CD-udgaven af spillet, bliver der afspillet videosekvenser fra filmen når spilleren gennemfører en bane. Der bliver ligeledes afspillet en videosekvens til sidst hvis spilleren gennemfører spillet samt vist billeder fra filmen under de afsluttende rulletekster. I disketteudgaven af spillet er videosekvenserne fjernet, for at spare på spillets samlet diskplads og hukommelsesforbrug.

### Musik og lyd
Soundtracket i spillet er baseret på musik fra filmen, komprimeret til 8-bit med nye sange lavet specifik til spillet og nogle af banerne. Lydeffekterne blev indspillet i et studie i samme bygning som spillet blev lavet, og på grund af manglende ressourcer og tid, er mange af lydende indtalt af Dan og resten af holdet, hvorefter lydfilerne er blevet komprimeret så de passer i hukommelsen på datidens anvendte lydkort.

## Udgivelse
Spillet blev kun udgivet indenfor Skandinaviens og Finlands grænser, og blev aldrig den store kommercielle succes. En uofficiel oversættelse på Engelsk  er blevet udgivet på Abandonia, en side der samler på ældre spil der betegnes som abandonware.
Med spillets lave udviklingspris, var der brug for at sælge lidt over 40.000 kopier for at dække omkostningerne. Spillet solgte omkring 20.000 kopier.

## Modtagelse og anmeldelser
Den danske avis Politiken, anmeldte spillet og roste det for dets grafik og for at bevare den børnevenlige stemning ved at undgå brugen af grafisk vold.
Et af de kritikpunkter spillet modtog i anmeldelserne var, at nogle af anmelderne fandt spillet for svært. Et kritikpunkt, som spillet deler med anmeldelserne af The Lion King.